# San Bartolo Coyotepec
San Bartolo Coyotepec est une ville et une municipalité située au centre de l'état mexicain d'Oaxaca. Elle se trouve dans le district du Centro de la région des Valles Centrales, à une quinzaine de kilomètres au sud de la capitale, Oaxaca.
La ville est surtout connue pour sa poterie barro negro - poterie d'argile noire. Depuis des centaines d'années, la poterie est fabriquée ici avec un fini gris mat, mais dans les années 1950, une technique a été mise au point pour donner aux pièces un fini noir brillant sans peinture. Cela a rendu la poterie beaucoup plus populaire et de collection,. La ville abrite le Musée d'État de l'art populaire d'Oaxaca qui a ouvert ses portes en 2004, avec une grande partie de sa collection composée de poteries barro negro. Il y a aussi un mural barro negro sur l'académie de baseball récemment ouverte.